# جريجوريو موراليس
جريجوريو موراليس Gregorio Morales Villena (ولد بغرناطة في 7 يوليوز 1952) روائي وشاعر إسباني. هو مؤسس التيار الفني المعروف باسم علم الجمال الكمي estética cuántica، وهو تيار حاول أن يتناول الأدب من زوايا علمية (كفيزياء الجسيمات وميكانيكا الكم) ونفسية من منظور كارل يونغ.

## سيرته
تفتقت مواهب مواليس الأدبية في سن مبكرة، حيث كتب أولى قصصه قبل بلوغ سن العاشرة. بعد إتمامه دراسته الجامعية، في فقه اللغات الرومانسية، في 1976، سيشتغل في مجال التدريس الثانوي. في 1982، سينتقل للاستقرار في مدريد. هناك سيتولى بين سنتي 1983 و1984 تنشيط صالون أدبي وفني في ملتقى الفنون الجميلة المدريدي، عرف باسم «لمة المبدعين» Tertulia de creadores، والذي اعتبر من معاقل الحركية الثقافية الما بعد حداثية التي شهدتها العاصمة الإسبانية، خلال ثمانينات القرن العشرين، المعروفة بموبيدا مدريد. تجلت هذه التجربة في روايتيه «الجنون الرابع» (1989) والتفرد (2003)

اشتغل موراليس، بين 1983 و1985، في هيئة تحرير مجلة «قمر مدريد»، والتي اعتبرت لسان حركية الموبيدا الإعلامي، وأيضا في مجلة إينسولا التي كان ينشر فيها أعماله المتعلقة بمجال فقه اللغة.
في 1994، سيؤسس مجموعة تفكير فنية وأدبية عرفت باسم صالون المستقلين، والتي ضمت ستين كاتبا ومفكرا، والتي اشتغلت على مواضيع حرية الفنان الإبداعية على المستويين الذاتي والجمالي. في 1998، سيصدر مؤلفه «جثة بالزاك»، والذي سيسبر فيه أبعاد ميكانيكا الكم وعلم النفس حول مفهومي الأدب والفن. في نفس الإطار، سيؤسس في غرناطة، سنة 2000، مجموعة تفكير حول علم الجمال الكمي.

## بعض أعماله
- الجنون الرابع[2]، رواية (1989)
- التفرد[3]، رواية (2003)
- جثة بالزاك[4]، مجموعة مقالات حول علم الجمال الكمي (1998)
- ماريلين ليست مونرو، مقاربة كمية لحياة ماريلين مونرو[5]، مسرحية (1998)

## وصلة خارجية
- موقع مخصص لسيرة وأعمال جريجوريو موراليس